# Општина Синтика
Општина Синтика (грч. Δήμος Σιντικής, Димос Синдикис) је општина у Грчкој у округу Сер, периферија Средишња Македонија. Административни центар је град Валовишта. Општина је добила име по античкој области Синтика.

## Насељена места
Општина Синтика је формирана 1. јануара 2011. године спајањем 6 некадашњих административних јединица: Беласица, Валовишта, Драготин, Крушево, Петрич и Сенгелово.
- Општинска јединица Беласица: Родополи, Анатоли, Бутково, Глибовци, Горњи Порој, Дели Хасан, Доњи Порој, Кесеџи Чифлик, Корифуди, Матница, Неохори, Одигитрија, Палмеш, Соколово, Старошево, Тодорово, Џума Махала, Шугово.
- Општинска јединица Валовишта: Валовишта, Валовишка Бања, Герман, Доња Амбела, Елешница, Камарето, Латрово, Пулево, Радово, Савек, Станица Валовишта, Чифлиџик.
- Општинска јединица Драготин: Драготин.
- Општинска јединица Крушево: Крушево, Крчово, Црвишта.
- Општинска јединица Петрич: Ветрен, Виронија, Голема Махала, Дервент, Мандраки, Мрсна, Рамна, Тракико, Хаџи Бејлик.
- Општинска јединица Сенгелово. Сенгелово.